# Аньєвас
Аньєвас (ісп. Anievas) — муніципалітет в Іспанії, у складі автономної спільноти Кантабрія. Населення — 366 осіб (2009).
Муніципалітет розташований на відстані близько 310 км на північ від Мадрида, 32 км на південний захід від Сантандера.
На території муніципалітету розташовані такі населені пункти: Барріопаласіо, Кальга, Котільйо (адміністративний центр), Вільясусо.

## Демографія
Динаміка населення (INE ):

## Галерея зображень

Розташування муніципалітету